# Alfred Rosenberg
Alfred Rosenberg (født 12. januar 1893, død 16. oktober 1946) var en tyskbaltisk nazistisk politiker, medlem af Nationalsozialistische Deutsche Arbeiterpartei (NSDAP, nazistpartiet) 1919-1945, arkitekt og raceideolog. Han blev født i Reval, Russiske Kejserrige (nu Tallinn, hovedstaden i Estland). Hans far var fra Litauen, hans mor fra Estland. Han studerede arkitektur ved teknisk højskole i Riga, hvor han sluttede sig til en pro-tysk studentforening. 
Senere studerede han til ingeniør i Moskva. I 1915 giftede han sig med Hilda Lessmann. Ægteskabet holdt i otte år. I 1917 var han færdiguddannet som arkitekt og ingeniør. Da den russiske revolution brød ud samme år, støttede Rosenberg "de hvide", antikommunisterne. Han flygtede først til Paris og tog derefter til München. Her bevægede han sig i radikalt antibolsjevikiske, russiske emigrantkredse og sluttede sig også til det tysk-nationale hemmelige Thule-selskab. Rosenberg blev allerede medlem af NSDAP i januar 1919 som et af bevægelsens første medlemmer, mens Hitler først meldte sig ind i oktober samme år.
Særlig nem var den første tid i Tyskland ikke for Rosenberg, der var næsten uden midler, kun talte dårligt tysk og var russisk statsborger til februar 1923, hvor han fik tysk statsborgerskab. Efter ølkælderkuppet kunne Rosenberg kun blive boende i München fordi hans forlægger, det tysk-nationale Thule-medlem Julius Friedrich Lehmann, gik i forbøn for ham.
Rosenberg ledte den nationalsocialistiske bevægelse, mens Hitler sad i fængsel efter ølkælderkuppet i 1923. Samme år udgav Rosenberg Die Protokolle der Weisen von Zion und die judische Weltpolitik, en tysk udgave af den russiske forfalskning Zions Vises Protokoller. Hitler kaldte ham "Nationalsocialismens kirkefader". En tid var han også chefredaktør for partiavisen Völkischer Beobachter.
Rosenberg giftede sig i 1925 med Hedwig Kramer. Parret fik en søn og en datter. Drengen døde som barn, mens pigen, der blev født i 1930, overlevede krigen.
Han blev valgt til Rigsdagen i 1930. Her sad han, da Hitler kom til magten i 1933 og udnævnte ham til øverste leder af nazipartiets udenrigsafdeling. Som dens leder rejste Rosenberg samme år til England for at forsikre den britiske befolkning, at nazipartiet ikke var en trussel mod verdensfreden.
I 1934 udgav han Der Mythus des zwanzigsten Jahrhunderts ("det tyvende århundredes myte"), der på linje med Hitlers Mein Kampf var stærkt antisemitisk. Pave Pius 11. fik senere bogen opført i Index librorum prohibitorum som skadelig for tro og moral. Ærkebiskop Karl Joseph Schulte i Köln satte syv unge præster i gang med at opsummere alle tekstens fejl. Disse blev trykt i små hæfter i fem forskellige byer i håb om at kunne spredes uden at opdages af Gestapo. Katolske nazister blev beordret til at omtale Mythus, når de gik til skrifte, og kritisere præster, der var negative mod udgivelsen.
I 1939 oprettede Rosenberg afdelingen Institut zur Erforschung der Judenfrage, hvis opgave var at stjæle jødiske biblioteker, malerier, skulpturer og andre kostbarheder.
Samme år bragte Rosenberg Vidkun Quisling i kontakt med Hitler i håb om at gennemføre et nazistisk statskup i Norge. Sammen med Erich Raeder var Rosenberg en af de ivrigste i planen om angrebet på Norge, der også kom til at indbefatte Danmark.
Hitler udnævnte i 1941 Rosenberg til rigsminister for de besatte lande i øst. Denne post beholdt han til maj 1945, hvor han blev fængslet af de allierede.
Under Nürnbergprocessen blev han dømt for alle fire anklagepunkter:
- Forbrydelser mod freden
- Deltagelse i sammensværgelse om at begå forbrydelser mod freden
- Krigsforbrydelser
- Forbrydelser mod menneskeheden.

Rosenberg blev fundet skyldig og dømt til døden ved hængning. Han blev 53 år.
Rosenbergs dagbøger blev i 2013 tilgængelige på internettet fra det amerikanske holocaust-museum.

## Biografi
- 1917 – afsluttede sin arkitekt-/ingeniøruddannelse.
- 1919 – blev medlem af NSDAP.
- 1923 – blev chefredaktør for partibladet Völkischer Beobachter.
- 1930 – publicerede sit værk Der Mythus des zwanzigsten Jahrhunderts, som beskriver den ariske races overlegenhed.
- 1930 – blev valgt ind i rigsdagen.
- 1933 – udnævntes til chef for NSDAP’s afdeling for udenrigsanliggender.
- 1939 – etablerede Institut zur Erforschung der Judenfrage, som havde til opgave at plyndre jødiske biblioteker, arkiver og kunstgallerier.
- 1940 – oprettede organisationen Einsatzstab Reichsleiter Rosenberg, som havde til opgave at konfiskere kunstskatte fra de besatte områder.
- 1941 – udnævntes til rigsminister for de besatte områder i øst.